# Waynetown (Indiana)
Waynetown es un pueblo ubicado en el condado de Montgomery en el estado estadounidense de Indiana. En el Censo de 2010 tenía una población de 958 habitantes y una densidad poblacional de 773,82 personas por km².

## Geografía
Waynetown se encuentra ubicado en las coordenadas 40°5′16″N 87°3′58″O / 40.08778, -87.06611. Según la Oficina del Censo de los Estados Unidos, Waynetown tiene una superficie total de 1.24 km², de la cual 1.24 km² corresponden a tierra firme y (0%) 0 km² es agua.

## Demografía
Según el censo de 2010, había 958 personas residiendo en Waynetown. La densidad de población era de 773,82 hab./km². De los 958 habitantes, Waynetown estaba compuesto por el 98.33% blancos, el 0.21% eran afroamericanos, el 0% eran amerindios, el 0% eran asiáticos, el 0% eran isleños del Pacífico, el 0.42% eran de otras razas y el 1.04% pertenecían a dos o más razas. Del total de la población el 1.98% eran hispanos o latinos de cualquier raza.